# Катнашта
Катнашта — река в России, протекает в Нязепетровском районе Челябинской области. Устье реки находится в 99 км по правому берегу реки Большой Ик (в верховьях река Большой Ик называется на картах Малый Ик). Длина реки составляет 11 км. Основные притоки: Катнашта Вторая (слева) и Катнашта Первая (справа), 

## Данные водного реестра
По данным государственного водного реестра России относится к Камскому бассейновому округу, водохозяйственный участок реки — Ай от истока и до устья, речной подбассейн реки — Белая. Речной бассейн реки — Кама.
Код объекта в государственном водном реестре — 10010201012111100022402.